# Bayerotrochus
Bayerotrochus é um gênero de moluscos gastrópodes marinhos da família Pleurotomariidae, proposto por P. Harasewych em 2002 com base no nome do denominador da espécie tipo, Bayerotrochus midas (Bayer, 1965). Atualmente compreende onze espécies viventes, distribuídas entre os mares do oceano Pacífico, Atlântico (com duas espécies na região do Caribe, incluindo midas) e Índico (com três espécies, duas no nordeste e sudoeste, incluindo Bayerotrochus africanus, única espécie africana do gênero). A terceira espécie, Bayerotrochus westralis, habita o Indo-Pacífico:
- Bayerotrochus africanus (Tomlin, 1948)
- Bayerotrochus boucheti (Anseeuw & Poppe, 2001)
- Bayerotrochus diluculum (Okutani, 1979)
- Bayerotrochus indicus (Anseeuw, 1999)
- Bayerotrochus midas (Bayer, 1965)
- Bayerotrochus philpoppei Anseeuw, Poppe & Goto, 2006
- Bayerotrochus poppei Anseeuw, 2003
- Bayerotrochus pyramus (Bayer, 1967)
- Bayerotrochus tangaroanus (Bouchet & Métivier, 1982)
- Bayerotrochus teramachii (Kuroda, 1955)
- Bayerotrochus westralis (Whitehead, 1987)

Algumas espécies deste gênero estiveram classificadas no gênero Pleurotomaria. Uma espécie, Bayerotrochus masoni, é registrada pelo WoRMS como apenas fóssil.

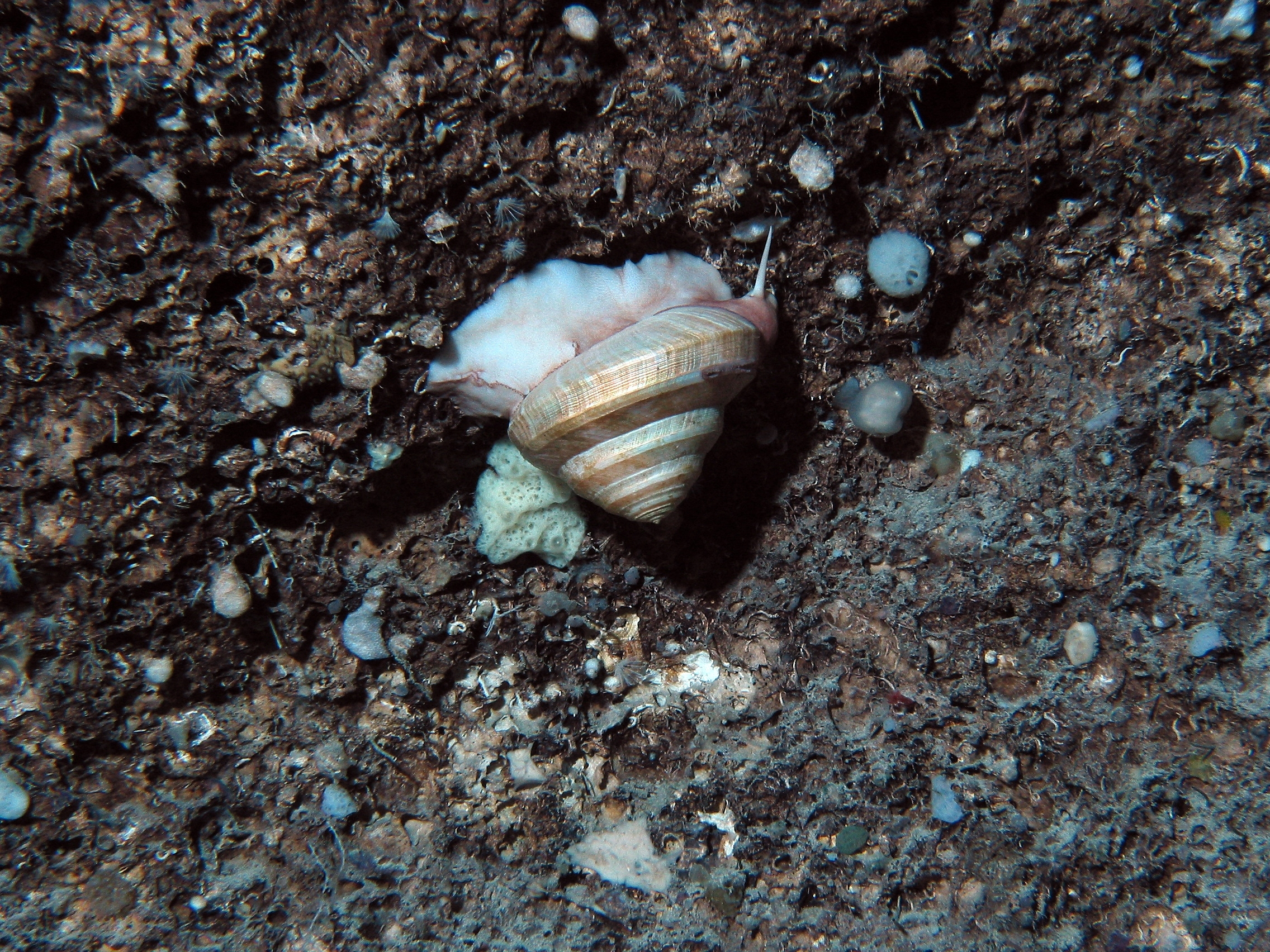
Exemplar vivo de Bayerotrochus midas, a espécie tipo, fotografado em Florida Keys.
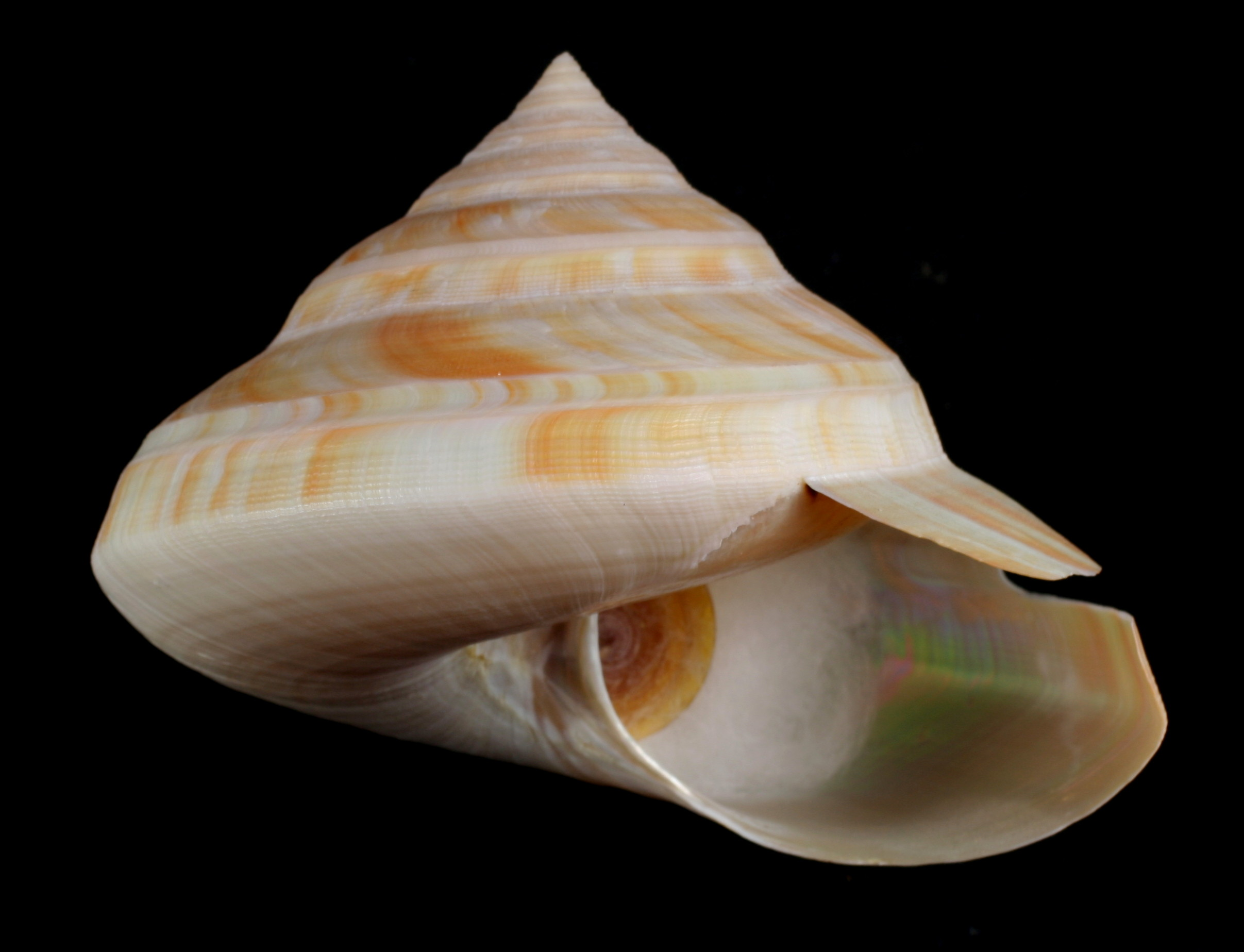
B. westralis habita o Indo-Pacífico, do noroeste da Austrália ao sul do Japão.